# Cỏ quả răng
Cỏ quả răng hay còn gọi vảy ốc, sa môn Quảng Đông (danh pháp khoa học: Salomonia cantoniensis) là một loài thực vật có hoa trong họ Polygalaceae. Loài này được Lour. miêu tả khoa học đầu tiên năm 1790.